# 説苑
『説苑』（ぜいえん）は、前漢の劉向の撰ないし編による故事・説話集である。

## 成立
『漢書』楚元王伝中の劉向伝によれば、賢妃・貞婦および国を乱した寵妾の話を集めた『列女伝』は「以て天子を戒む」ためのものであり、さらに「伝記・行事を採りて『新序』『説苑』を著」し、「これを奏」したとある。つまり『説苑』は、上古から漢代に至るまでの多くの書物から天子を戒めるに足る逸話を採録し、時の成帝を諫めるべく上奏されたものである。
『漢書』芸文志および劉向伝では『説苑』の巻数は不明だが、劉向の逸文「『説苑』叙録」には「二十篇七百八十四章」とあり、また『隋書』経籍誌でも二十巻と記されている。しかし唐末からの動乱で散逸し、北宋の『崇文総目』によれば、崇文院の蔵する『説苑』は僅か五巻のみであったという。後、唐宋八大家のひとり曾鞏が士大夫の間から蔵書を得て、ほぼ元の形に復元した。反質篇だけは発見できなかったが、高麗からの献本を得てようやく復元されたという。なお、敦煌から唐本『説苑』反質篇の残巻が出土しているが、現行本と基本的に一致している。この再編された二十巻本に曾鞏の序文を附したものが現行テクストである。ただし、巻数は揃ったものの章数が七百に満たないため、逸文を加える場合も多い。
先に挙げた逸文「『説苑』叙録」において劉向は、「『説苑雑事』なる宮中の書物に校勘を加えて『新苑』（＝『説苑』）と名付けた」と自ら書いている。これに従えば、劉向は『説苑』の撰者（著者）ではなく、校訂者ないし編者ということになる。（『列女伝』についても「『列女伝』叙録」に同様の記述がある） しかし、「『説苑』叙録」と「『列女伝』叙録」は『管子』『晏子』等の劉向による叙録と形式や内容が異なっているため、後世の仮託と見なし、『新序』『説苑』『列女伝』を劉向の著作とする『漢書』芸文志の確実性を重んじる説もある。

## 内容
『説苑』の内容は、様々な書物から天子を戒めるための逸話を集めたものである。その性質上、現存する諸子百家の著述と一致する話も多いが、原書の散逸のため本書でしか読み得ないものも少なからずある。
また、明らかに歴史的事実とは見なし得ない話、他書の記述と矛盾する話も多く含まれているが、そのことが逆に、当時の異伝・異聞を記録した貴重な説話集としての側面を生み出している。

## 構成
- 巻一 君道
- 巻二 臣術
- 巻三 建本
- 巻四 立節
- 巻五 貴徳
- 巻六 復恩
- 巻七 政理
- 巻八 尊賢
- 巻九 正諫
- 巻十一 敬慎
- 巻十一 善説
- 巻十二 奉使
- 巻十三 権謀
- 巻十四 至公
- 巻十五 指武
- 巻十六 談叢
- 巻十七 雑言
- 巻十八 弁物
- 巻十九 修文
- 巻二十 反質

## 注
1. ↑  陸游『放翁題跋』 巻2・跋説苑。「李徳芻曰：館中説苑二十巻、而闕反質一巻。曾鞏乃分修文為上下、以足二十巻。後高麗進一巻、遂足。」
2. ↑  金嘉錫『説苑補正』
3. ↑  羅根沢『諸子考察』「『新序』『説苑』『列女伝』不作始於劉向考」
4. ↑  野間文史「新序・説苑考」

### 原文
- 中國哲學書電子化計劃《說苑》)

### 日本語訳
- 飯倉照平訳『淮南子・説苑　中国古典文学大系6』平凡社（現代語抄訳）
- 池田秀三編訳『説苑』講談社「中国の古典」。改訂版・講談社学術文庫、2019年、ISBN 978-4065179178